# رينالدو كروزادو
رينالدو كروزادو (بالإسبانية: Rinaldo Cruzado)‏ (21 سبتمبر 1984 بيرو - ) هو لاعب كرة قدم بيروفي، يلعب كلاعب وسط.

## روابط خارجية
- رينالدو كروزادو على موقع الاتحاد الدولي (مؤرشف)  (الإنجليزية)
- رينالدو كروزادو على موقع قاعدة بيانات كرة القدم.إي يو (الإنجليزية)
- رينالدو كروزادو على موقع ناشيونال فوتبول تيمز (الإنجليزية)
- رينالدو كروزادو على موقع Soccerway.com (الإنجليزية)
- رينالدو كروزادو على موقع عالم كرة القدم.نت (الإنجليزية)
- رينالدو كروزادو على موقع AS.com (الإسبانية)
- رينالدو كروزادو على موقع AS.com (الإسبانية)